# Corredor de Hexi

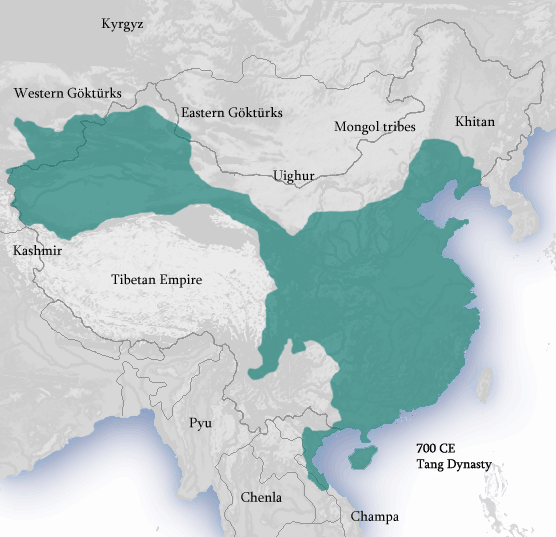
Mapa da China com o corredor durante a Dinastia Tang

Corredor de Hexi (chinês: 河西走廊, pinyin: Hexi Zoulang, Wade–Giles: Hehsi Tsoulang) ou Corredor de Gansu refere-se a um percurso histórico na província de Gansu, na China. O corredor era um dos trechos da Rota da Seda, que tem início no Rio Amarelo e segue na direção noroeste, atravessando a Província de Gansu em um percurso de 1.200 Km até a fronteira com a Província de Xinjiang. Era a rota mais importante para os comerciantes e os militares do norte chinês com a Bacia do Tarim e a Ásia Central. O corredor é uma cadeia de oásis ao longo da borda norte do planalto tibetano. Ao sul está o alto e desolado planalto tibetano e, ao norte, o deserto de Gobi e as pradarias da Mongólia Exterior.
Seu ponto de partida é a íngreme encosta Wushaolin e seu ponto final é Xingxingxia Gorge, na fronteira de Gansu e Xinjiang.
Na época da Dinastia Han, o General Huo Qubing expulsou nomades da região e possibilitou o uso seguro do corredor pelos chineses
- Principais Cidades aos longo do Corredor de Hexi, de leste para oeste[3]

- Xian
- Tianshui
- Lanzhou
- Wuwei
- Zhangye
- Jiuquan
- Jiayuguan
- Dunhuang

## Ligações Externas
- Mapa de uma rota rodoviária que atualmente percorre o corredor.